# Mineral del Monte
Mineral del Monte è un comune del Messico, situato nello stato di Hidalgo.